# Eurhinocricus storkani
Eurhinocricus storkani är en mångfotingart som beskrevs av Karl Wilhelm Verhoeff 1937. Eurhinocricus storkani ingår i släktet Eurhinocricus och familjen Rhinocricidae. Inga underarter finns listade i Catalogue of Life.